# Bushidō, das eiserne Gesetz
Bushidō, das eiserne Gesetz ist der Titel eines Stummfilms, den Heinz Karl Heiland 1925/26 zusammen mit dem japanischen Regisseur Zamnu Kako nach einem Manuskript, das er zusammen mit Kenta Nagano verfasst hatte, für die Deutsch-Nordische Film-Union GmbH (Berlin) und die Toa Kinema (Kyoto) sowohl inszenierte als auch produzierte. Der Film gilt als die erste japanisch-deutsche Koproduktion.
Sein Gegenstand ist Bushi-dō, eingedeutscht Buschido, der „Weg des Kriegers“, welcher den bis ins späte Mittelalter Japans zurückreichenden Verhaltenskodex und die Philosophie der japanischen Ritterkaste beschreibt.

## Handlung
“Bushidō, das eiserne Gesetz” erzählt von der Einführung der Feuerwaffen in Japan in der Mitte des 16. Jahrhunderts. Ein junger Portugiese, ein Matrose, wird dort an Land gespült und in Bürgerkriegshandlungen und zwei Liebesgeschichten verwickelt.

## Produktionsnotizen
1924 ging Heinz Karl Heiland mit dem Photographen Otto Tober und dem Schauspieler Carl W. Tetting auf eine ausgedehnte Filmexpedition nach Ostasien. Ergebnis war die Inszenierung der Filme “Die weiße Geisha” und “Bushidō, das eiserne Gesetz”, beide 1926.
Der von Heiland in seiner Deutsch-Nordischen Film-Union GmbH (Berlin) gemeinschaftlich mit den Toa Tojin Studios in Kyoto produzierte Film wurde von Otto Tober und dem japanischen Kameramann Saichiro Hashimoto photographiert. Er lag der Reichsfilmzensur am 22. Jänner 1926 zur Prüfung vor und erhielt die Nummer B12186.
Der Film wurde erstmals im Juni 1926 in Japan unter dem Titel Bushidō gezeigt.
Die deutsche Uraufführung fand am 8. Mai 1927 in Berlin im Beba-Palast Atrium statt.
Die Uraufführungsmusik kompilierte und dirigierte der Kapellmeister des Beba-Palastes Atrium, Walter Ulfig.
Ursprünglich maß der Film 2235 Meter, wurde aber auf 1882 Meter zusammengeschnitten. Davon sind derzeit noch 1706 Meter übrig.
Von dem Film ist augenblicklich in Deutschland keine Kopie mehr greifbar. Die einzigen erhaltenen Akte lagern bei Gosfilmofond in Moskau.
Das Berliner Zeughauskino zeigte “Bushidō, das eiserne Gesetz” als besondere Rarität aus dem Archiv von Gosfilmofond im Rahmen der 'Cinegraph'-Tagung über exotische Reise- und Abenteuerfilme vom 16. bis 19. Mai 1996 am Freitag, den 17. Mai abends um 20.30 Uhr; am Klavier begleitete Karl Henn.

## Rezeption
Der Publizist und Kritiker Willy Haas urteilte 1927 über den »deutsch-japanischen Samurai-Film: Tödliche Dramen im japanischen Adel, an den Originalschauplätzen gedreht«:

„Die Handlung ist sehr primitiv, fast nur eine bloße Kette von Spielszenen. Trotzdem habe ich nichts dagegen. Das Publikum ist schließlich ein Kind und wird hier mit Genuß zulernen: vor allem fremde Gefühle und fremde Gesten, was das wichtigste ist.“

Der Musik- und Theaterkritiker Franz Wallner-Basté schrieb am 17. Mai 1927 in der Filmmusik-Rundschau über die Aufführung:

„Walter Ulfig kämpft im Beba-Palast seinen Kampf gegen die Akustik weiter. Das halb verdeckte Orchester soll nun gehoben werden. Auch künstlerisch wird es noch zu heben sein. Es verwirklicht vorerst sehr unvollkommen des Leiters Absichten, die gewiß die besten sind. "Bushido", das manche Nuss zu knacken gibt, war, wenn auch ohne persönliche Note, illustrativ eine recht anständige Leistung, das alt-japanische Kolorit gut getroffen und festgehalten.“

## Trivia
Der 1978 in Bonn geborene Anis Mohamed Youssef Ferchichi gab sich als Rap-Künstler den Namen Bushido, ohne mit Japan sonst irgendetwas zu tun zu haben. Sein Stil lehnt sich vielmehr an den US-amerikanischen Gangsta-Rap an.